# عثمانی‌های جوان
عثمانی‌های جوان (ترکی استانبولی: Yeni Osmanlılar) انجمنی مخفی بود که در سال ۱۸۶۵ توسط گروهی از متفکران ترک امپراتوری عثمانی که از اصلاحات دورهٔ تنظیمات ناخشنود بودند ایجاد شد. عثمانی‌های جوان تلاش می‌کردند تا براساس سنت اروپایی جامعهٔ عثمانی را ضمن حفظ امپراتوری به جامعه‌ای مدرن تبدیل کنند. با وجود برخی اختلافات، آنان همچنان معتقد بودند که جامعهٔ مشروطهٔ مدرن جدید باید تاحدی مبتنی بر اسلام باشد چون اسلام را بخشی از فرهنگ سیاسی عثمانی می‌دانستند. آنان تلاش کردند ترکیبی از اسلام و لیبرالیسم و نظام پارلمانی ارائه کنند. 
از برجسته‌ترین اعضای این انجمن می‌توان به ابراهیم شناسی، نامق کمال، علی سعاوی، ضیا پاشا، و آغا افندی اشاره کرد. این انجمن تاثیر بسیاری بر متجددین ایرانی مانند میرزا حسین‌خان سپهسالار و میرزا ملکم خان داشتند. بهاءالله نیز با جنبش‌هایی مانند عثمانی‌های جوان در تماس بود و در زمینه‌های اجتماعی دیدگاه‌هایش شبیه عثمانی‌های جوان و مدحت پاشا بود، به جز تکیه بر اسلام برای مبارزه با استبداد.